# Actúa
Actúa (PACT) es un partido político español inscrito en el Registro del Ministerio del Interior el 3 de agosto de 2017.

## Historia
Impulsado por Baltasar Garzón y Gaspar Llamazares, se nutrió de miembros de Izquierda Abierta descontentos con el rumbo de Izquierda Unida (cuyo partido se integró definitivamente dentro de Actúa en diciembre de 2018) y de miembros de la plataforma «Convivencia Cívica». El partido fue impulsado por el político de Izquierda Unida Gaspar Llamazares y por el exjuez de la Audiencia Nacional Baltasar Garzón. El manifiesto de la plataforma original fue firmado, entre otros, por José Antonio Martín Pallín, Federico Mayor Zaragoza, Cristina Almeida, Lina Gálvez, Teresa Aranguren, Carlos Berzosa, Luis García Montero, Almudena Grandes, y Antonio Gutiérrez. Sin embargo, después de la inscripción como partido, algunos firmantes, sorprendidos por el desarrollo, como Antonio Gutiérrez o Martín Pallín, se desentendieron.
A finales de 2018 se revelan unos audios grabados de una conferencia donde se puede escuchar a Gaspar Llamazares competir con Actúa por el mismo espacio político de IU. La dirección de IU estudia la expulsión del político al entender que actúa como tránsfuga. Poco después Llamazares anuncia su dimisión de sus cargos en IU por disensiones con la dirección y anuncia la adhesión de Actúa en Primavera Europea, una plataforma política transnacional impulsada por el movimiento DiEM25, liderado por Yanis Varoufakis. En diciembre celebró su primera conferencia política, en la cual se manifestó la «intención firme de presentarse en las próximas elecciones europeas, autonómicas y municipales» previstas en el año 2019. Para llevar adelante el proyecto, la estructura del partido se constituyó en torno al armazón de la formación Izquierda Abierta, recibiendo con ello comentarios críticos de algunos de los fundadores del partido. De cara a las elecciones municipales de 2019 en Madrid, Actúa manifestó su voluntad de integrarse en la plataforma de Más Madrid. Sin embargo, Iñigo Errejón rechaza la oferta y Actúa no se integra en Más Madrid para las convocatorias municipales de 2019, que se presentan por libre en varios municipios.
Ningún representante resultaron elegidos en las elecciones generales de abril. Llamazares fue de nuevo seleccionado para ser cabeza de lista en la candidatura de cara a las elecciones al Parlamento Europeo de 2019 en España con el apoyo del 84 % de los inscritos del partido.
En enero de 2020, Gaspar Llamazares dejó la puerta abierta a la disolución del partido, por no haber un espacio electoral para la formación. A principios de 2023 Llamazares manifiesta su deseo de integrarse en la plataforma Sumar. Poco después llega a un acuerdo con el coordinador federal de IU Alberto Garzón para encabezar una candidatura con una coalición de varias formaciones para el ayuntamiento de Oviedo tras romperse un acuerdo de IU con Podemos a nivel local.
Al término de Elecciones generales de España de noviembre de 2019 tras no sacar representación en las instituciones (17 asambleas autonómicas, cortes generales, parlamento europeo, etcétera) el partido está inactivo casi disuelto.
Donde no se presentan piden el voto para Sumar (coalición) o equivalente. Fuera de España candidatura integrada en Partido de la Izquierda Europea.

## Posiciones
De acuerdo con Antonio Elorza, la iniciativa, situada dentro del marco de los diferentes movimientos surgidos en Europa de la descomposición de la socialdemocracia y de los sucesores del comunismo democrático, presentó el 2017 entre sus prioridades la lucha contra la desigualdad, el desplazamiento del PP, la ecología y medidas anticorrupción.

## Resultados electorales

### Elecciones municipales
Actúa se presentó en solitario o con otras formaciones políticas en varios municipios de las comunidades de Andalucía, Castilla y León, Cataluña, Extremadura, Galicia, Islas Baleares, Madrid y Valencia. Las diferentes formaciones lograron unos 16 000 votos totales para 15 concejales en varios municipios. En las elecciones municipales de 2023 se presenta en unas pocas localidades, recibiendo aún menos apoyo electoral por parte de la ciudadanía.

### Elecciones generales
Actúa se presentó a las Generales del 28A en 8 circunscripciones, con Gaspar Llamazares como candidato a Presidente del Gobierno. Para el Senado, propone una coalición progresista e unitaria de izquierdas para presentar al Senado llamada Progresistas, formada por el PSOE, Podemos, CHA, En Marea, IU,Nueva Canarias, Més y Actúa. El objetivo era fortalecer la Cámara Baja frente a las últimas mayorías de la derecha, poniendo freno a las últimas políticas de crispación llevadas a cabo en el mismo,asumir el papel de diálogo territorial del mismo, estableciendo una solidaridad entre los territorios de España. Los resultados electorales no fueron los esperados, donde apenas rozaron los 30 000 votos totales. Con la repetición de las elecciones generales en noviembre el partido Actúa no se presentó. En la convocatoria de las elecciones de 2023 tampoco se formalizo candidatura.
| Resultados electorales en las elecciones al Congreso | Resultados electorales en las elecciones al Congreso | Resultados electorales en las elecciones al Congreso | Resultados electorales en las elecciones al Congreso |
| Año                                                  | Votos                                                | %                                                    | Diputados                                            |
| ---------------------------------------------------- | ---------------------------------------------------- | ---------------------------------------------------- | ---------------------------------------------------- |
| Generales 2019 del 28A                               | 30 236                                               | 0.44                                                 | 0                                                    |

1. ↑  Porcentaje del total de votos válidos emitidos en Asturias, Madrid, Ávila, Sevilla, Cáceres, Segovia, Badajoz y Balears. Las papeletas de Actúa solo estaban disponibles en esas ocho circunscripciones.[32][33]

### Elecciones europeas
Para las elecciones europeas de 2019, Actúa se presenta en solitario con María Garzón como cabeza de lista, obteniendo unos resultados más bajos que en las generales de abril. 
| Resultados electorales al Parlamento europeo | Resultados electorales al Parlamento europeo | Resultados electorales al Parlamento europeo | Resultados electorales al Parlamento europeo |
| Año                                          | Votos                                        | %                                            | Diputados                                    |
| -------------------------------------------- | -------------------------------------------- | -------------------------------------------- | -------------------------------------------- |
| Europeas de 2019                             | 25 355                                       | 0.11                                         | 0                                            |